# Бутирін Семен Андрійович
Семе́н Андрі́йович Бути́рін (* 3 лютого 1899, Кременчук — † 9 серпня 1970, Кременчук) — 29 вересня 1967 року — перший почесний громадянин Кременчука — «За особливі заслуги в боротьбі за встановлення радянської влади в місті». Нагороджений орденами Червоного Прапора, Червоної Зірки, Трудового Червоного Прапора, медалями «За перемогу над Німеччиною у Великій Вітчизняній війні 1941—1945», «За перемогу над Японією», «20 років перемоги у Великій Вітчизняній війні 1941—1945», «50 років Збройних Сил СРСР», «За звитяжну працю. На відзнаку 100-річчя від дня народження В. І. Леніна».

## Життєпис

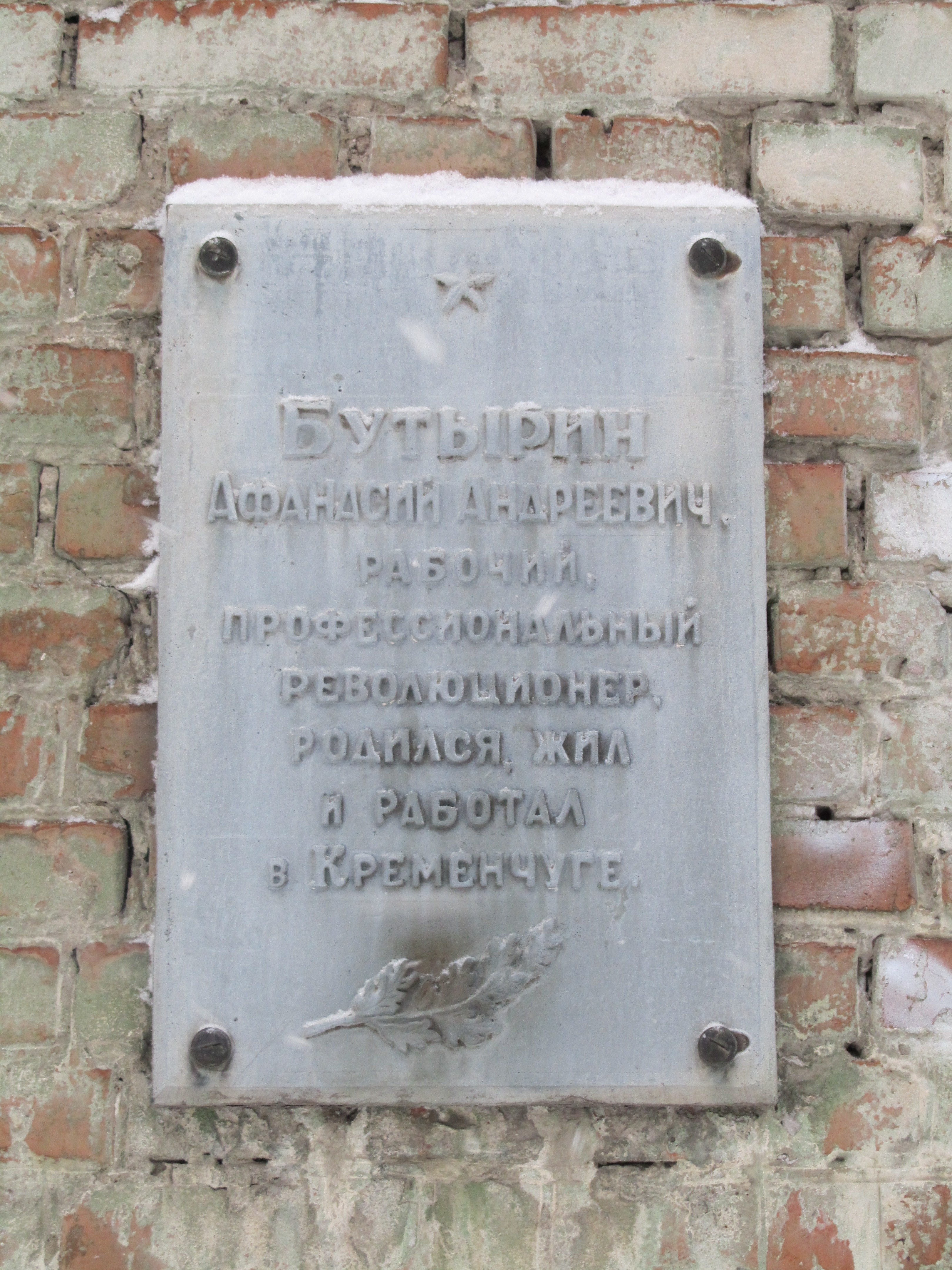
Анотаційна дошка старшому брату Семена Опанасу на вулиці Івана Мазепи (колишній Бутиріна) у Кременчуці

Походить з багатодітної робітничої родини — мав 14 братів і сестер, закінчив початкову школу.
Робітник Варшавського снарядного заводу — помічник машиніста, завод був евакуйований в часі Першої світової війни до Кременчука. У травні 1917 року вступає до більшовицької партії. З жовтня — у лавах Червоної гвардії, брав участь у боях за встановлення червоної влади в місті у листопаді того ж року — бої з 9-ю Українською дивізією Центральної Ради.
У грудні 1917 — січні 1918 бере участь у роззброєнні козацьких військових ешелонів — поверталися з Румунського фронту, у березні — у обороні міста від кайзерівських військ.
З лютого 1919 — чекіст. У травні того ж року був у загонах, що придушували повстання отамана Григор'єва. Потому направлений на курси червоних командирів до 12-ї армії. У складі 2-ї київської курсантської бригади бився з військами Денікіна та Армією УНР під Києвом і Черніговом.
Листопадом 1919 року направлений на Східний фронт військовим комісаром комуністичного лобового залізничного батальйону. Перехворів на тиф, по виздоровленні знову в Кременчуцькому ЧК. 1920 року бореться з «бандитизмом» та у загонах з виконання продрозверстки.
1921 — особливий уповноважений по збору продподатку.
Протягом 1922—1928 років — на політичній роботі в Червоній армії, закінчив секретарем партбюро 7-ї стрілецької дивізії.
З 1929 року на вищих посадах, у березні 1938 звільняється в запас у званні бригадного юриста — був головою військового трибуналу 15-го стрілецького корпусу. Працює на Кегичівському цукровому заводі.

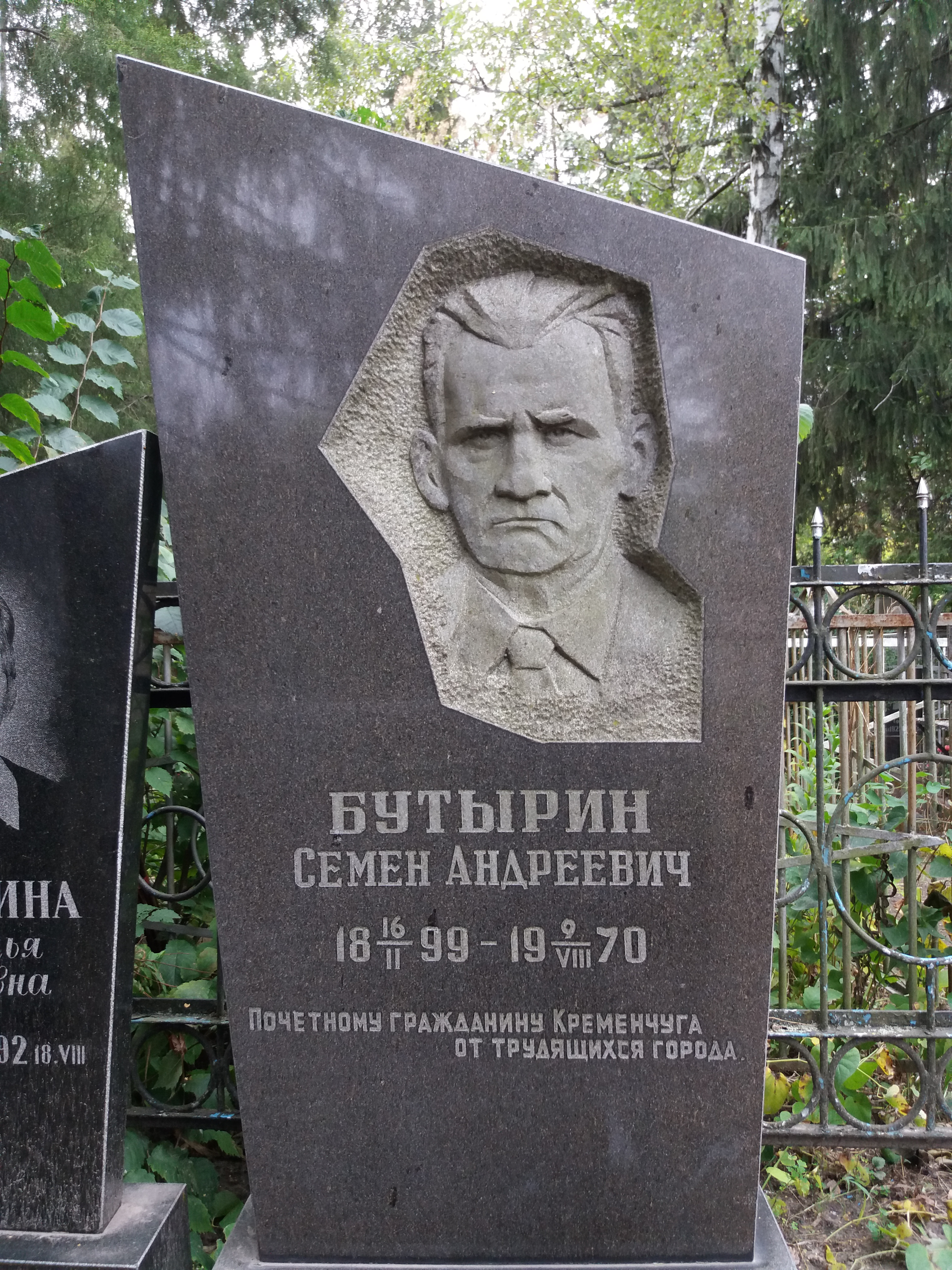
Могила С. А. Бутиріна на Ревівському кладовищі

З початком Другої світової війни добровольцем вступає до Кременчуцького винищувального батальйону; був комісаром артилерійського дивізіону Кременчуцького народного ополчення. Знов працював головою військового трибуналу, був комісаром евакогоспіталю.
Січнем 1946 року звільнився в запас у званні підполковника.
Помер 9 серпня 1970 року. Похований на Ревівському кладовищі в Кременчуці.
Старший брат Семена Бутиріна, Опанас Бутирін, керував у Кременчуці загоном Червоної гвардії, очолював ЧК. У 1920 році загинув у Кременчуцькому районі — офіційно — «від рук кулаків». Його ім'ям за радянських часів була названа нинішня вулиця Івана Мазепи у центрі Кременчука.